# Pavillon (héraldique)
 (novembre 2023).
Si vous disposez d'ouvrages ou d'articles de référence ou si vous connaissez des sites web de qualité traitant du thème abordé ici, merci de compléter l'article en donnant les références utiles à sa vérifiabilité et en les liant à la section « Notes et références ».
Pour les articles homonymes, voir Pavillon.
Ne doit pas être confondu avec Manteau (héraldique).

Sur cette illustration on voit très bien le pavillon, surmonté de la couronne royale de France, d'où est issu le manteau bleu royal semé de fleur de lys d'or.

En héraldique, le pavillon s’inspire des tentes luxueuses (voir illustration ci-dessous), qui, en temps de guerre, abritaient les rencontres officielles et les négociations. Il surmonte le manteau des souverains ou des princes. Le pavillon est souvent confondu avec le manteau.

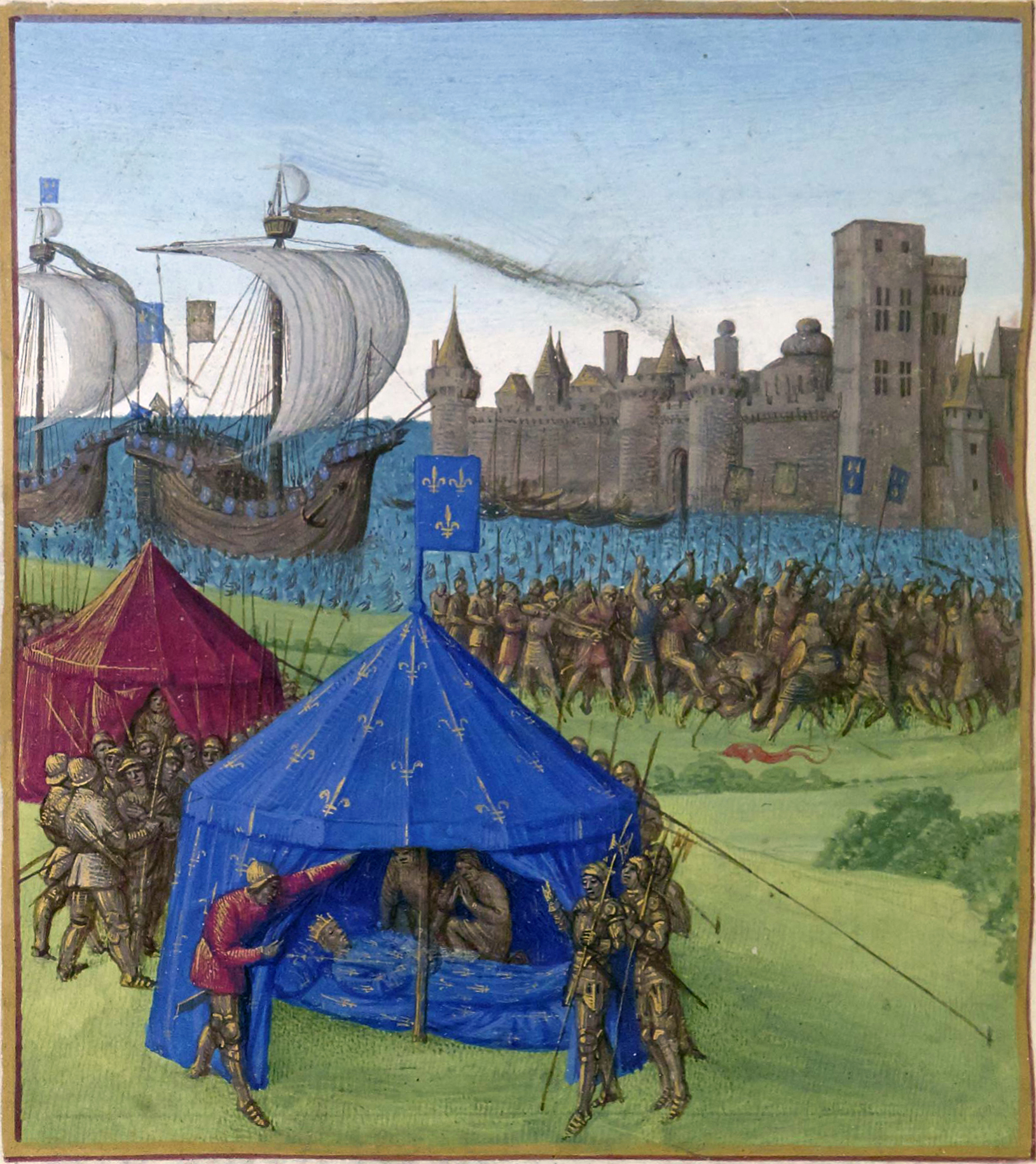
Le siège de Tunis et la mort du roi Louis IX à la huitième croisade.

Le pavillon n'est pas utilisé dans l'héraldique de Grande-Bretagne.